# Auguste de Berthois
Pour les articles homonymes, voir Berthois.
Pour les autres membres de la famille, voir Joseph Constant Amédée Conrad Berthois.
Auguste-Marie, 1er baron de Berthois (17 mai 1787 à Calais - 15 février 1870 à Paris), est un militaire et homme politique français du XIXe siècle.

## Biographie

### Carrière militaire
Fils du colonel du génie Pierre-François Berthois, Auguste-Marie fut reçu, en 1804, à l'École polytechnique, le 13e sur 134.
Lieutenant du génie, le 1er août 1809, Berthois rejoignit le grand quartier général de l'Empereur, à Vienne, et fut immédiatement chargé de reconnaître la vallée de la Drave et quelques positions sur la frontière d'Autriche, vers l'Italie et « la Turquie » (Empire ottoman).

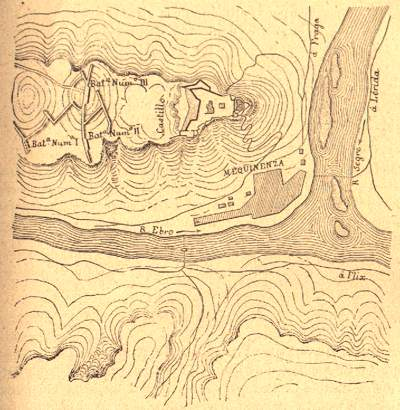
Plan français du siège de Mequinenza (1810).

En 1810, il rejoignit en Espagne la brigade de siège, destinée à agir en Aragon, fit avec le 3e corps, les sièges de Mequinenza (1810), de Sagonte (1811) et de Valence (1812), sous le maréchal Suchet, assista au passage du « Guadalaviar » (Turia), et fut mis à l'ordre de l'armée pour sa belle conduite; il le fut encore, en 1812, après la bataille de Castalla et la reconnaissance d'Alicante.
En 1813, il rejoignit le 6e corps en Allemagne, et plus tard le grand quartier général, et ne quitta plus l'Empereur jusqu'à son abdication. Dans ce court espace de temps, il concourut aux travaux de défense de Dresde et de Mayence. Il avait assisté, cette même année 1813, à dix-neuf batailles ou combats.
Légionnaire le 11 février 1811, nommé capitaine en Espagne, le 31 juillet 1811, et chef de bataillon, après la bataille de Leipzig, Berthois était proposé pour la croix d'officier de la Légion d'honneur à la suite de la bataille de Dresde.
Le 1er juin 1814, à la rentrée des Bourbons, il fit partie du corps du génie de la maison du roi, et, nomme chevalier de Saint-Louis, le 5 septembre, il suivit le duc de Berry jusqu'à la frontière.
De retour à Paris, il fut désigné, pendant les Cent-Jours (mai 1815) pour travailler avec le général Haxo aux travaux de défense de Paris.
Mis d'abord en disponibilité au retour de Gand, il ne fut promu au grade de lieutenant-colonel qu'en 1828 ; le gouvernement de Juillet le fit colonel en mars 1831. Il fut alors employé de nouveau aux travaux de défense de Paris, assista au siège d'Anvers (1832), où il reçut la croix de commandeur ; fut promu au grade de maréchal de camp, en octobre 1838, et nommé membre du comité des fortifications, et inspecteur général du génie.

### Trois Glorieuses

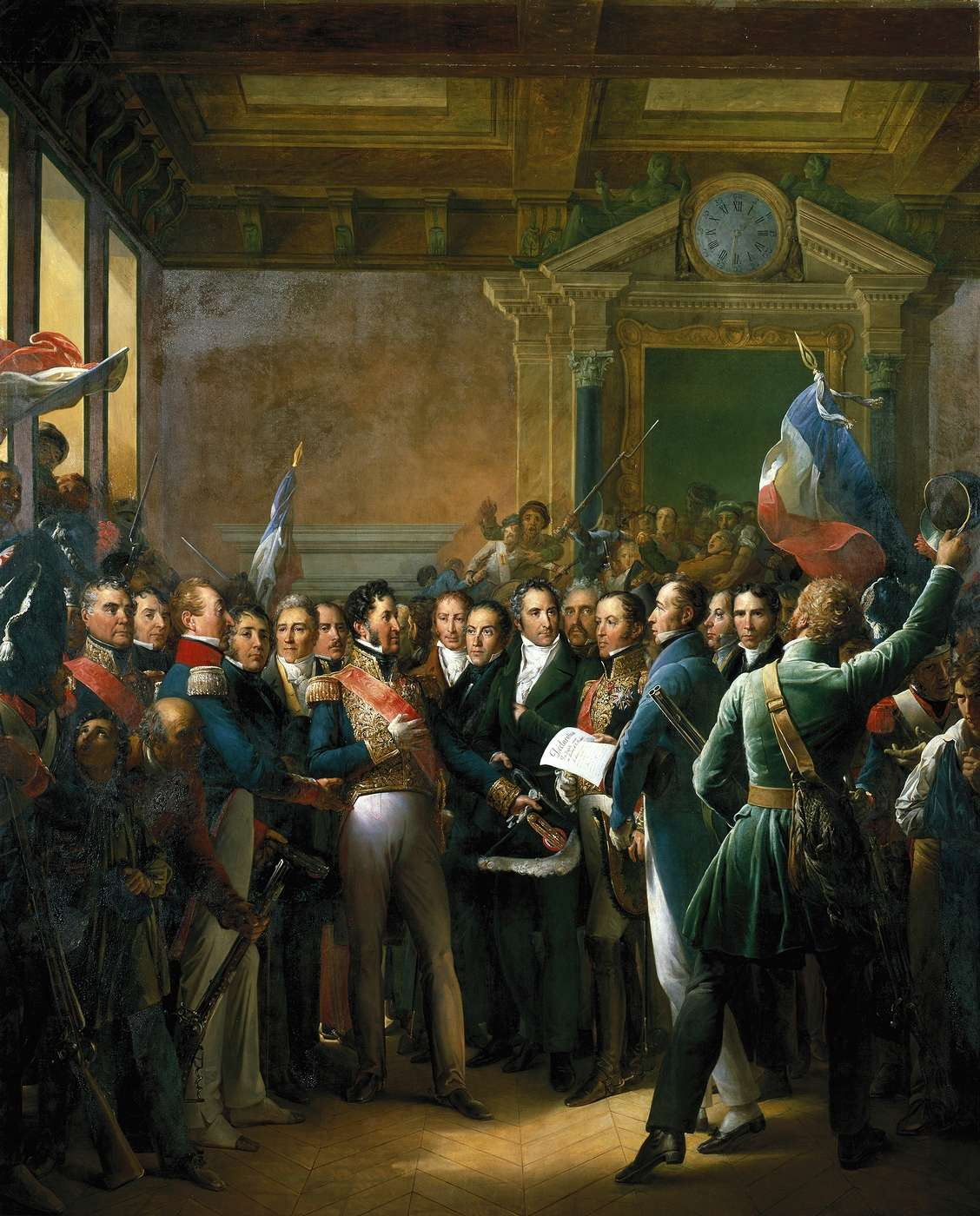
Lecture à l'hôtel de ville de Paris de la déclaration des députés et de la proclamation du duc d'Orléans, lieutenant général du royaume (31 juillet 1830), François Gérard (1770–1837), 1836, Musée de l'Histoire de France (Versailles).

Allié à la famille du comte Lanjuinais, dont il avait épousé la fille, en 1822, M. de Berthois était devenu sous la Restauration, l'aide de camp du duc d'Orléans, le futur roi des Français, qu'il ne quitta pas un instant pendant les journées de Juillet et qui le récompensa, par la suite, de son zèle et de son dévouement.
Après avoir quitté le château de Saint-Cloud dans la nuit du 30 au 31 juillet 1830, Charles X a passé la journée au Grand Trianon avant de se mettre en route pour le château de Rambouillet, où il est arrivé dans la nuit du 31 juillet au 1er août. Au matin, il y reçoit la visite de l'ambassadeur du Royaume-Uni, sir Charles Stuart, sans doute venu lui conseiller d'entériner la désignation du duc d'Orléans comme lieutenant général. Il reçoit également le colonel de Berthois, aide de camp du duc d'Orléans, qui lui affirme que La Fayette et ses troupes vont marcher sur Rambouillet et s'emparer de lui dès le lendemain.
Alors que ses entours lui conseillent la résistance, Charles X prend tout le monde à contre-pied en annonçant qu'il a décidé de nommer le duc d'Orléans lieutenant général du royaume. Le général-comte Alexandre de Girardin porte au Palais-Royal l'acte signé du roi, qu'il remet au duc d'Orléans le 2 août à l'aube.
Au reçu de cette lettre, Louis-Philippe envoie le colonel de Berthois auprès du général de Girardin, porteur d'une réponse qu'il a ordre de lire sans la remettre :
En termes contournés, la lettre signifie que Louis-Philippe refuse la lieutenance générale que lui offre Charles X parce qu'il l'a déjà reçue des députés. Implicitement, il considère que le règne de Charles X est terminé. C'est ce que confirme Berthois à Girardin en commentant ce point de la lettre : sur la lieutenance générale du royaume, le duc d'Orléans, dit-il, a répondu à l'Hôtel de ville l'avant-veille et il n'a rien à ajouter à cette réponse.

### Carrière parlementaire
Le ministre Casimir Perier, qui voyait d'un œil jaloux l'influence de l'aide de camp sur l'esprit de Louis-Philippe Ier, s'abstint de soutenir la candidature de M. de Berthois aux élections législatives de 1831, dans la circonscription de Redon, et réussit à le faire échouer d'une voix.
Ce ne fut que le 27 mai 1832, en remplacement de son frère, décédé, que le baron Auguste-Marie, put être nommé par le 4e collège d'Ille-et-Vilaine (Vitré).
Il fut successivement réélu les 21 juin 1834, 6 novembre 1837, 26 janvier 1839, 9 juillet 1842 et 1er août 1846, siégea dans la majorité ministérielle de la Chambre, mais s'y renferma le plus souvent dans sa spécialité technique, comme membre de la commission relative à l'état des officiers (1836), de celle des rivières (1837), de celle des Comptes de 1835 (section de la marine) et de la commission du budget de 1839. Il se prononça contre les pensions des Chouans dont les amis, lors de sa première élection en 1832, avaient fomenté une émeute à Vitré et tenté de piller son château.
Le général baron de Berthois s’est éteint à Paris en 1870, il repose dans la 6e division du cimetière du Père-Lachaise.

## État de service
- Lieutenant du génie (1er août 1809).
- Capitaine en Espagne (31 juillet 1811).
- Chef de bataillon après la bataille de Leipzig (1813).
- Lieutenant-colonel (1828).
- Colonel (mars 1831).
- Maréchal de camp (21 octobre 1838).
- Aide de camp du roi Louis-Philippe Ier (31 mars 1831 - 24 février 1848).
- Membre du Comité des fortifications (23 octobre 1838 - 28 janvier 1841).
- Inspecteur général du 6e arrondissement du génie (24 juin 1839 - 31 décembre 1839).
- Inspecteur général du 5e arrondissement du génie (2 juin 1840 - 31 décembre 1840).
- Commandant supérieur du génie en Algérie (28 janvier 1841 - 22 mai 1842).
- Membre adjoint du Comité des fortifications (13 mars 1842 - 9 avril 1843).
- Lieutenant général (9 avril 1843).
- Inspecteur général du 6e arrondissement du génie (9 juin 1842 - 31 décembre 1842).
- Inspecteur général du 3e arrondissement du génie (11 juin 1843 - 31 décembre 1843).
- Inspecteur général du 4e arrondissement du génie (9 juin 1844 - 31 décembre 1844).
- Inspecteur général du 3e arrondissement du génie (15 juin 1845 - 31 décembre 1845).
- Inspecteur général du 6e arrondissement du génie (27 juin 1847 - 31 décembre 1847).
- Admis en retraite (8 juin 1848, 17 avril 1848).
- Relevé de sa retraite (31 août 1849).
- Mis en disponibilité (31 août 1849 - 18 mai 1852).
- Réadmis en retraite (18 mai 1852).

## Titre
- 1er baron de Berthois (12 décembre 1820) ;

## Distinctions
- Légion d'honneur :
  - Légionnaire (11 février 1811), puis,
  - Officier (13 novembre 1830), puis,
  - Commandeur (12 septembre 1833), puis,
  - Grand officier de la Légion d'honneur (9 avril 1845) ;
- Chevalier de Saint-Louis (5 septembre 1814).

## Armoiries
| Figure | Blasonnement |
|        | Armes des Berthois de La Rousselière D'argent, au lion de gueules, couronné du même, au chef d'azur, ch. d'un croissant d'or. |

## Union et postérité
Auguste-Marie Berthois était le fils cadet de Pierre-François Berthois (1737-1792), sieur de La Rousselière, colonel du génie, chevalier de Saint-Louis (massacré le 29 avril à Lille, victime d'une exécution populaire qui le pendit à un réverbère sous prétexte de trahison[réf. nécessaire], en même temps que le général Dillon), et de Marie Françoise Olive Jéhannin de La Ville-Jéhannin ( † 14 février 1821). Son frère aîné, Joseph Constant Amédée Conrad Berthois (1775-1832), était également ingénieur militaire.
Auguste-Marie épousa, le 20 août 1822, Julie Pauline (1805-1884), fille de Jean-Denis, 1er comte Lanjuinais (1753-1827), dont il eut :
- Anatole Eugène (° 7 mars 1827 - Paris † 25 septembre 1899 - château des Bretonnières, Erbrée (Ille-et-Vilaine)), 2e baron de Berthois, chef d'escadron au 11e chasseurs à cheval (14 janvier 1863), il fut promu colonel de cavalerie. Il occupa les fonctions de président du Conseil d’arrondissement de Vitré, maire de la commune de Bréal (Ille-et-Vilaine). Il était officier de la Légion d'honneur[5] (7 février 1871), décoré de la Médaille de Crimée, officier de l'Ordre de Pie IX, chevalier de l'Ordre du Médjidié.

Le colonel de Berthois est décédé au château des Bretonnières. Il repose dans le caveau des familles Dunoyer de Noirmont et de Berthois, avec son épouse Jeanne du Maisniel, dans la 6e division du cimetière du Père-Lachaise, chemin de Lesseps, 3e ligne.